# Myrmimikry
Myrmimikry, eller myrmekomorfi, är ett samlingsbegrepp för skyddande likhet där andra arter antar likhet med myror. Myror finns spridda över hela världen och rovdjur som förlitar sig till sin syn för att identifiera byten, till exempel fåglar och getingar, undviker normalt myror, eftersom de antingen är oätliga eller aggressiva. En del leddjur liknar myror för att undvika rovdjur (defensiv mimikry), medan andra liknar myror för att jaga dem (aggressiv mimikry).
För att klara myrors ofta kraftfulla försvar kan rovdjur imitera myrorna kemiskt, (Wasmanns mimikry) med myrliknande feromoner, genom att likna dem fysiskt (Bates mimikry) – men i form av aggressiv mimikry – eller genom att efterlikna myrorna taktilt, (taktil mimikry).

## Bates mimikry

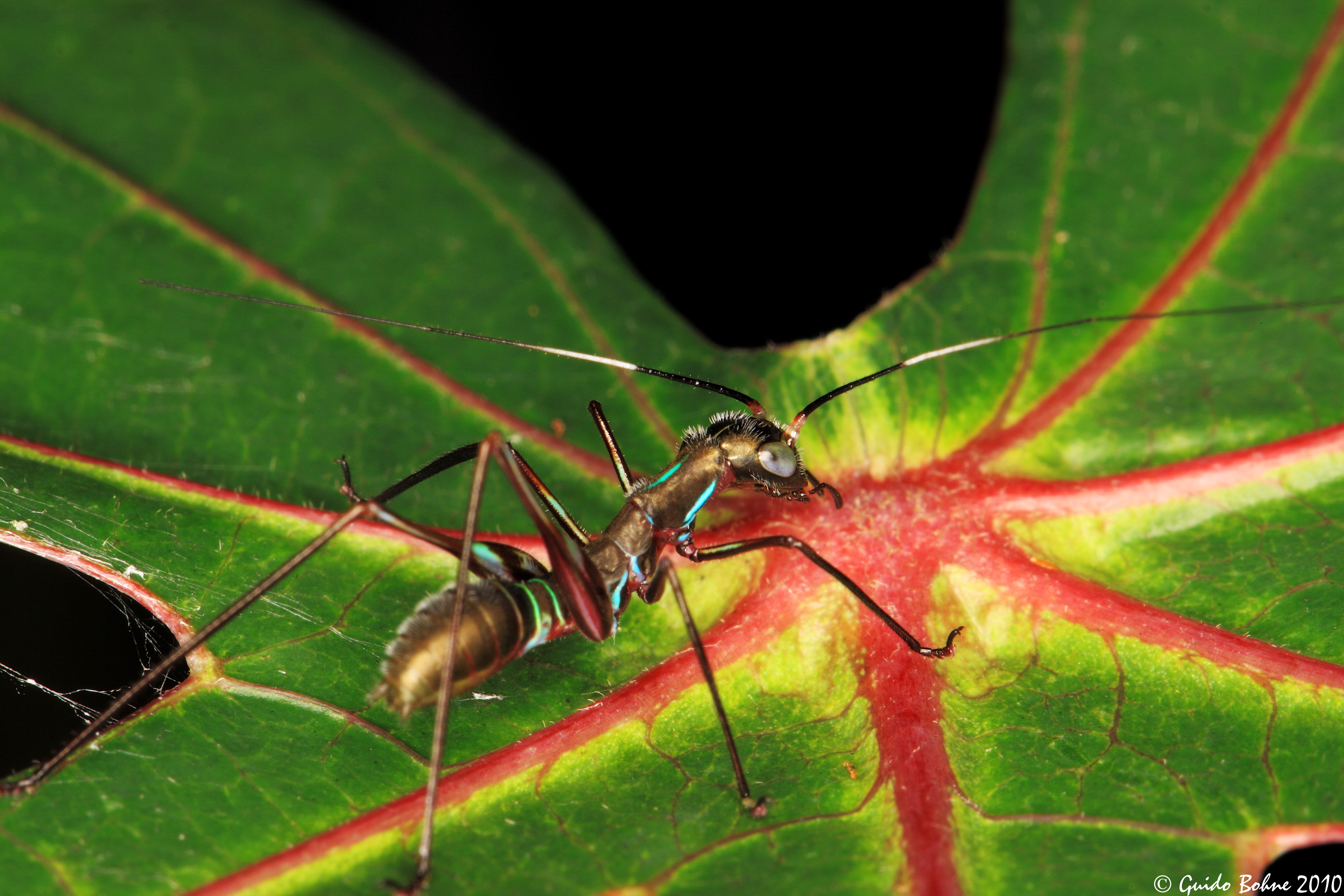
En art I familjen vårtbitare som liknar en myra: Antennerna är kamouflerade i vitt medan kroppen verkar smalare och midjeartad med turkosa inslag.

Arter som har svårt att försvara sig nyttjar Bates mimikry kan likna myror för att undvika sina fiender. Det finns många leddjur som nyttjar denna form av mimikry.

## Aggressiv mimikry
Aggressiv mimikry, är i stort motsatsen till vad mimikry betyder, ”skyddande likhet”. Här efterliknar rovdjur sina bytesdjur för att till exempel ha lättare att komma närmare bytet. Aggressiv mimikry är inte lika vanlig som den defensiva, vilket på intet sätt betyder att den är ovanlig. Även den aggressiva mimikryn är därför indelad i ett flertal varianter. Med aggressiv myrmimikry kan arter som har myror som föda närma sig sina byten mer framgångsrikt. Detta gäller till exempel spindlar  inom familjen Zodariidae och släktet Myrmarachne, bland annat Myrmarachne melanotarsa,. Ofta är likheten rent fysiskt inte så stor, utan mimikryn bygger ofta på andra likheter än rent fysiska.

## Wasmanns mimikry
Wasmanns mimikry gäller skyddande likhet där en art är inneboende hos en annan. Den är relativt vanligt bland samhällsbyggande insekter, som myror, termiter, bin och getingar. Mimikryn har lånat sitt namn av den österrikiske entomologen och jesuitprästen Erich Wasmann, som först beskrev fenomenet, 1894. I myrsamhällen är fenomenet så vanligt att Wasmann kunde upprätta en lista på 1177 arter som gäster i olika myrsamhällen. Det var frågan om flugor, skalbaggar, syrsor, fjärilar, fjällborstsvansar, mångfotingar, gråsuggor, sniglar, kvalster, bladlöss, sköldlöss, getingar och till och med ormar. Arter med detta beteende kallas myrmekofila.
Ofta består den skyddande likheten av kemisk likhet, till exempel feromoner, som gör att arten kan leva nära myror. Denna typ av mimikry kallas därför ibland också kemisk mimikry. Spindeln Cosmophasis bitaeniata nyttjar kemisk mimikry för att bli accepterad hos aggressiva myrarten Oecophylla smaragdina. Spindeln Myrmarachne assimilis liknar också denna art och lever nära myrsamhället. Förmodligen har även den någon form av kemisk mimikry.

## Taktil mimikry
Kvalster i familjen Uropodidae använder sig av taktil mimikry och förmodligen också Wasmanns mimikry och sätter sig fast på benet hos sin värdart, Eciton hamatum. Exoskelettet liknar under elektronmikroskop myrans ben liksom ”behåringen” (setae). Effekten förmodas vara att när myran sköter om sina ben kommer den att uppleva att den inte har några kvalster.
Vårtbitaren Myrmecophila acervorum utövar också taktil mimikry. Dess likhet med myror studerades först av Paolo Savis 1819. Arten har många arter  av myror som värdar och förekommer I många former som passar in hos arter av släktena stormyror och rödmyror och arbetare i bland annat släktet Lasius. När vårtbitaren först kommer till myrstacken attackeras den av myrorna och blir dödad, om den inte är snabb nog att fly. Men inom några dagar har den anpassat sitt rörelsemönster och attackerna upphör. Anpassningen verkar också innefatta någon form av kemisk mimikry.
Ett annat exempel är stackmyrespindeln, (Myrmarachne formicaria), som förutom till kroppsformen och utseendet även övertagit stackmyrornas rörelsemönster för att inte uppmärksammas när den rör sig i myrstackens närhet.